# 斷網
《斷網》是2023年香港懸疑黑客動作犯罪片，由黃慶勳編導、鄭保瑞監製，郭富城及林家棟領銜主演；任達華、賴雅妍、黃德斌、胡子彤、顧定軒、楊柳青、黃耀煌及李凱賢主演；譚耀文友情演出；鄺庭和、黃文慧、湯怡及鄒文正特別演出。電影以網絡犯罪危機為主題。

## 故事
電子熒幕背後藏著一片詭秘的網絡森林，滿佈光纖與數據，是孕育技術與滋長病毒的奇幻空間... 黑客們在網絡森林播毒，發動了一次大規模的網絡襲擊，幸得天才網絡保安主任卓家俊（郭富城飾）利用自身研發的防火牆，化解危機。殊不知病毒攻擊原來是由其上司陳明志（林家棟飾）所操控，家俊亦因此誤墮其洗黑錢圈套，陷入險境...... 為證清白，家俊與陳明志展開激烈鬥法。家俊暗中在網絡森林煉製具備人工智能（AI）的超級病毒，更不惜游走危險領域 -潛伏並攻擊各路黑客，誓要找出陳明志罪證！同時，陳明志不擇手段，命令黑客反奪家俊手上解密科技，更綁架其女兒卓寶兒及恐嚇其妻子詠珊（賴雅妍飾）。家人生命受到威脅，家俊受盡掣肘，更禍不單行的是，其研發的AI病毒失控，迅速竄入各個電腦系統，瞬間全城斷網，引起莫大恐慌，後果不堪設想......

## 演員

### 領銜主演
| 演員     | 角色    | 簡介 |
| '郭富城' | 卓家俊' | 網絡保安公司資訊保安主任 原本與太太詠珊及女兒寶兒過著平凡幸福的生活。 一次銀行受黑客入襲，情況危急，家俊利用私下研發的防火牆Firewall X，進入系統內的網絡森林，成功驅逐所有病毒，及時搶修了銀行系統。然而，播毒者正是其上司陳明志，家俊亦因此誤墜陳明志所設下的洗黑錢天仙局。為了洗脫嫌疑，家俊在短時間內煉成超級AI病毒。 |
| 林家棟   | 陳明志  | 網路保安公司亞太區執行董事 利用網絡保安漏洞洗黑錢，並借公司之便侵入銀行機構的網路，進行洗黑錢計劃，可惜終被卓家俊發現自己的秘密。 |

### 主演
| 演員   | 角色   | 簡介 |
| 任達華 | 孫斌   | 網絡安全及科技罪案調查科督察 一直懷疑有人利用網絡漏洞清洗黑錢，多年來不斷追查網絡保安公司高層，並與卓家俊合作調查陳明志的罪證，卻意料不及AI病毒失控，引發全城斷網。                      |
| 賴雅妍 | 杜詠珊 | 卓家俊太太 每天寸步不離的悉心照顧有先天性心臟病的女兒寶兒。不料女兒卻被家俊敵人擄走，生命危在旦夕...為了拯救隨時心臟病發的女兒，詠珊要如何分秒必爭，與家俊裡應內合，找出寶兒的藏身之地。 |
| 黃德斌 | 范德富 | Frankie 前網絡保安公司資訊保安經理 |
| 胡子彤 | Tom    | 陳明志所使用的黑客 |
| 顧定軒 | 陳明威 | 陳明志弟弟 |
| 楊柳青 | 王琳   | 冷血殺手 聽從陳明志命令擄走卓寶兒，更令卓家俊陷入瀕死邊緣。 |
| 黃耀煌 | Kenny  | 網絡安全及科技罪案調查科警員 孫斌之左右手 |
| 李凱賢 | Mike   | 天才黑客 與卓家俊合作無間，協助其抽出洗黑錢幕後黑手。 |

### 友情/特別演出
| 演員   | 角色  | 簡介 |
| 譚耀文 | Jason |      |
| 湯怡   | May   |      |

## 製作
2020年4月電影在香港開鏡，並耗資近200萬港元搭建了一個科技感十足的主場景高科技網絡中心，因2019冠狀病毒病疫情經過近半年時間，影片10月14日才煞科，並投入後期工作。花費近2千萬重金以CG打造出網絡森林。
取景地有大館、南生圍、城門水塘。

## 電影歌曲
| 曲別   | 歌名 | 作曲   | 作詞 | 演唱者 |
| ------ | ---- | ------ | ---- | ------ |
| 主題曲 | 迷網 | 鄧智偉 | 小美 | 郭富城 |

## 奬項
| 年份 | 颁奖典礼             | 奖项         | 入圍者                         | 结果 |
| ---- | -------------------- | ------------ | ------------------------------ | ---- |
| 2024 | 第42屆香港電影金像獎 | 最佳視覺效果 | 林洪峯、林駿宇、何文洛、余國亮 | 提名 |

## 備註
1. ↑  截至2023年4月2日
2. ↑  前稱《斷網24小時》（Disconnected）

## 外部連結
- 斷網的Facebook專頁
- 斷網（台灣）的Facebook專頁
- 香港影庫上《斷網》的資料（繁體中文）
- 豆瓣电影上《斷網》的資料 （简体中文）
- 互联网电影数据库（IMDb）上《斷網》的资料（英文）